# Діана Жилюте
Діана Жилюте (28 травня 1976) — литовська велогонщиця.
Бронзова призерка Олімпійських Ігор 2000 року в груповій шосейній гонці, учасниця 1996 року.
Чемпіонка світу з велоперегонів на шосе 1998 року в груповій шосейні гонці, срібна призерка 1994 року в роздільній командній гонці, бронзова призерка 1999 року в груповій шосейні гонці.